# Magnitud fundamental
Las magnitudes fundamentales son magnitudes físicas  elegidas por convención que permiten expresar cualquier magnitud física en términos de ellas. Gracias a su combinación, las magnitudes fundamentales dan origen a las magnitudes derivadas. Las siete magnitudes fundamentales utilizadas en física adoptadas para su uso en el Sistema Internacional de Unidades son la masa, la longitud, el tiempo, la temperatura, la intensidad luminosa, la cantidad de sustancia y la intensidad de corriente.

## Sistema Internacional de Unidades
El Sistema Internacional de Unidades (SI) utiliza por convención siete magnitudes fundamentales, para las cuales define las siguientes unidades:

- Para la masa se usa el kilogramo (kg).
- Para la longitud se usa el metro  (m).
- Para el tiempo se usa el segundo (s).
- Para la temperatura el kelvin (K).
- Para la intensidad luminosa se usa la candela (cd).
- Para la cantidad de sustancia se usa el mol.
- Para la intensidad de corriente se usa el amperio (A).

## Sistema Cegesimal
El Sistema Cegesimal de Unidades es un sistema de unidades mecánicas que utiliza como magnitudes fundamentales la longitud, la masa y el tiempo. Recibe el nombre de "Cegesimal" por las unidades que lo componen (Centímetro, Gramo, Segundo, CGS). Las unidades usadas en el Sistema Cegesimal para medir estas magnitudes fundamentales son las siguientes:
- Para la longitud se usa el centímetro (cm).
- Para la masa se usa el gramo (g).
- Para el tiempo el segundo (s).

## Magnitudes derivadas
Las magnitudes derivadas se obtienen de combinar dos o más magnitudes fundamentales. Por ejemplo, la fuerza es una magnitud que se obtiene al multiplicar la masa por una longitud y dividir esto dos veces por el tiempo. En el Sistema Internacional, la unidad para medir esta combinación de magnitudes recibe el nombre de newton (N), en honor al físico británico Isaac Newton. Es decir,
{\displaystyle 1{\text{ kg*m/s}}^{2}=1{\text{ N}}}